# Louisiana Tech University
Die Louisiana Tech University ist eine staatliche Universität in Ruston im US-Bundesstaat Louisiana. Die Hochschule ist Teil des University-of-Louisiana-Systems. Sie ist besonders für ihre ingenieurwissenschaftlichen und technischen Studiengänge bekannt.

## Geschichte

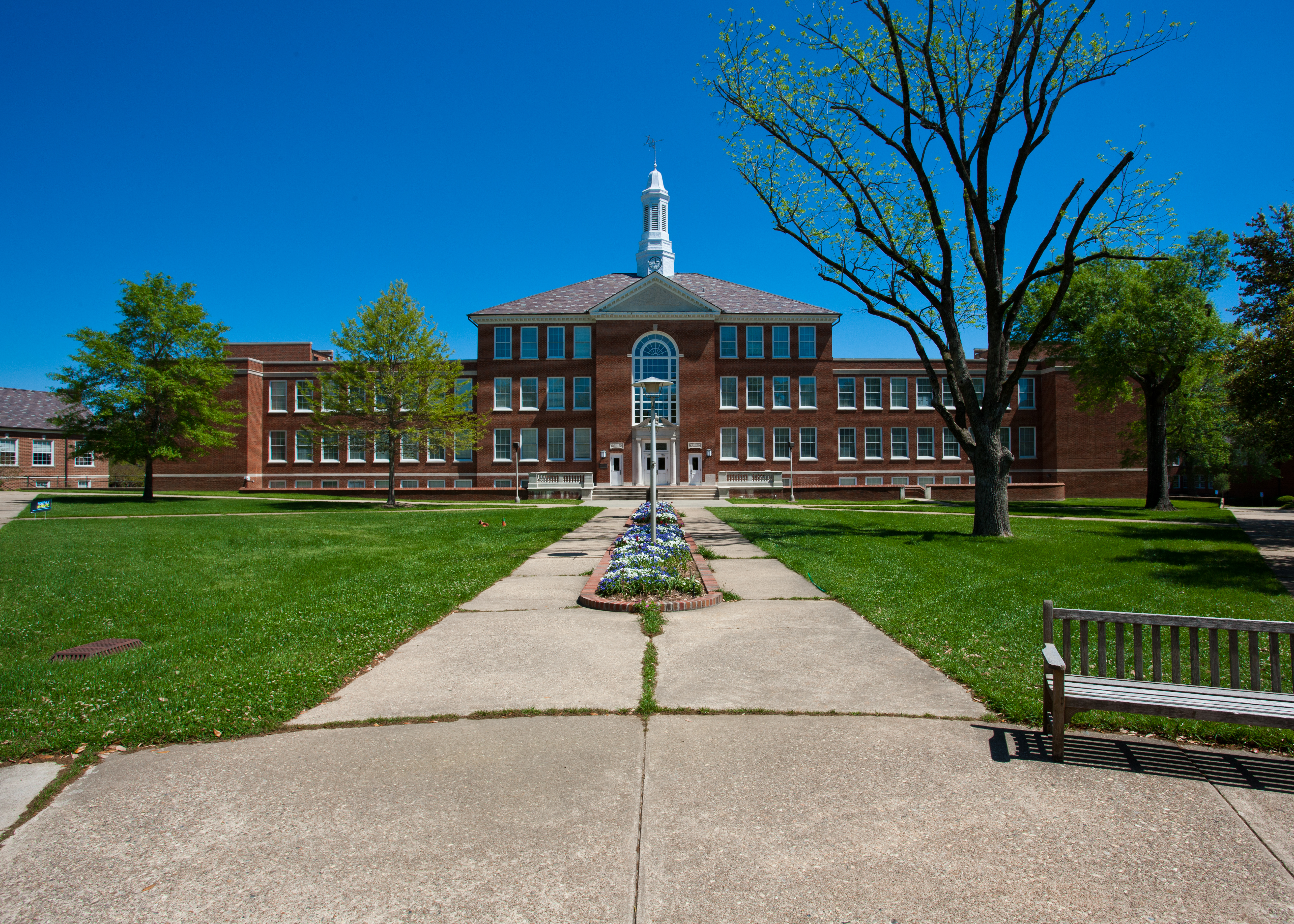
Gebäude (Keeny Hall) der Louisiana Tech

1894 wurde das College of Louisiana gegründet und 1921 in Louisiana Polytechnic Institute umbenannt. 1970 wurde der Universitätsstatus vergeben.

## Zahlen zu den Studierenden und den Dozenten
Im Herbst 2021 waren 11.037 Studierende an der Louisiana Tech eingeschrieben. Davon strebten 10.053 (91,1 %) ihren ersten Studienabschluss an, sie waren also undergraduates. Von diesen waren 48 % weiblich und 52 % männlich; 1 % bezeichneten sich als asiatisch, 11 % als schwarz/afroamerikanisch, 5 % als Hispanic/Latino und 71 % als weiß. 984 (8,9 %) arbeiteten auf einen weiteren Abschluss hin, sie waren graduates. Es lehrten 594 Dozenten an der Universität, davon 380 in Vollzeit und 214 in Teilzeit.
2006 waren 11.710 Studenten eingeschrieben, 2009 waren es 11.264.

## Sport
Die Sportteams der Louisiana Tech sind die Bulldogs bzw. Lady Techsters. Die Hochschule ist seit 2013 Mitglied in der Conference USA der NCAA Division I.

## Persönlichkeiten
- Trace Adkins – Country-Musik-Sänger
- Terry Bradshaw – Footballspieler
- Karl Malone – Basketballspieler
- Paul Millsap – Basketballspieler
- Willie Roaf – Footballspieler
- Phil Robertson – Unternehmer und Schauspieler (Duck Dynasty)
- Matt Stover – Footballspieler
- Teresa Weatherspoon – Basketballspielerin
- Will Wright – Entwickler von Computerspielen